# Морозов, Юрий Дмитриевич
Юрий Дмитриевич Морозов (7 ноября 1938 года) — советский и российский учёный-металлург, специалист в области создания сталей для труб и сварных конструкций. Директор Центра сталей для труб и сварных конструкций ЦНИИчермета им. И. П. Бардина. Лауреат Премии Правительства Российской Федерации в области науки и техники, Почётный металлург России.

## Биография
Юрий Дмитриевич Морозов родился 7 ноября 1938 года. В 1960 г. после службы в армии он поступил в Московский институт стали и сплавов, успешно закончил его по специальности «Автоматизация и комплексная механизация металлургического производства». После окончания вуза в 1966 г. поступил на работу в ЦНИИчермет, с которым связана вся его дальнейшая трудовая деятельность. За время работы в ЦНИИчермет им. И. П. Бардина прошел путь от младшего научного сотрудника мартеновской лаборатории до директора Центра сталей для труб и сварных конструкций, защитил кандидатскую диссертацию.

## Научная и производственная деятельность
Более 30 лет Ю. Д. Морозов в ЦНИИчермете возглавлял научное направление по созданию новых высокоэффективных сталей и прогрессивных способов получения толстолистового проката для электросварных труб. Под руководством Ю. Д. Морозова разработано более 30 марок трубных сталей и технологий их производства, под его руководством созданы, разработаны и освоены практически все отечественные трубные стали для магистральных газо- и нефтепроводов, прокладываемых в последнее годы в России. Более 40 разработок Ю. Д. Морозова защищены авторскими свидетельствами и патентами, он автор более 150 публикаций в научно-технических журналах и соавтор четырех книг, которые им опубликованы в соавторстве с другими учеными.

## Признание
В 2004 г. Ю. Д. Морозову присуждена Премия Правительства РФ в области науки и техники. Ю. Д. Морозов является «Почётным металлургом России», награжден медалью ордена «За заслуги перед отечеством» II степени.